# Luca Mosca
Luca Mosca (Milano, 29 maggio 1957) è un compositore e pianista italiano.

## Biografia
Ha compiuto gli studi al Conservatorio Giuseppe Verdi di Milano, dove si è diplomato in pianoforte, in clavicembalo e in composizione; suoi docenti sono stati Eli Perrotta, Antonio Ballista, Marina Mauriello, Salvatore Sciarrino e Franco Donatoni. È attivo come pianista e clavicembalista, proponendo spesso in concerto programmi composti prevalentemente da musica contemporanea, autori del Novecento storico e sue musiche.
Come pianista ha inciso per la CGD le Études di Claude Debussy, oltre a musiche di vari autori romantici.
Vive e lavora a Venezia, dov'è docente presso il Conservatorio Benedetto Marcello.
È parente di Maurizio Mosca, istrionico giornalista e opinionista sportivo.

## Carriera
Compositore decisamente prolifico, sin dalla giovane età si è ritrovato sulla ribalta internazionale, avendo avuto esecuzioni in molte sedi e manifestazioni quali la Biennale di Venezia, Milano Musica, Musica nel nostro tempo a Milano, Pomeriggi musicali a Milano, Piccola Scala, Bologna Festival, Orchestra regionale toscana, Teatro Massimo di Palermo, Radio France, Centre Pompidou di Parigi, Festival Musica di Strasburgo, WDR di Colonia, Auditorium Nacional de Madrid, Wien Modern a Vienna, oltreché in numerosi concerti in tutta Europa.
Dopo avere inizialmente subito delle influenze dai suoi insegnanti, ben presto Mosca si affrancò da esse per percorrere una sua strada personale. Trascorso un periodo postmoderno, è approdato ad un linguaggio personale e riconoscibile, basato su un uso pressoché costante del totale cromatico dove la componente ritmica è di primaria importanza, spesso unita ad un utilizzo decisamente virtuosistico di voci e strumenti.
Dalla fine degli anni novanta Mosca si interessa sempre di più al teatro musicale, in questo campo sono da citare le opere "Peter Schlemil" (1997), "K. Trilogia della solitudine" (2000) e "Mr. Me" (2003), opera comica in un atto, nella quale non è difficile notare nel suo protagonista ("Mr Minestrony", che si dedica alla politica dopo essersi occupato di spettacolo) una mordace satira di Silvio Berlusconi e del suo governo.
Per il 150º anniversario dell'Unità d'Italia, ha ricevuto dal Maggio Musicale Fiorentino la commissione di un'opera, il Real-Italy L'Italia del destino.
Dal 2014 conduce per Rai Radio 3 il programma radiofonico Lezioni di musica. 

## Opere

### Musica per strumento solo
- 24 preludi op. 16 per pianoforte (1983)
- Ragtime op. 28 per pianoforte (1986)
- Seconda sonata op. 29 per pianoforte (1986)
- Studi op. 36 per pianoforte (1987)
- Sei bagatelle op. 17 per arpa (1988)
- Tre canzoni veneziane op. 57 per chitarra (1991)
- Ninna Nanna per chitarra (1995)
- Terza sonata op. 76 per pianoforte (1995)
- Rime arabe per pianoforte (1996)
- Undici studi per chitarra (2000)
- Variazione su un tema di Diabelli per pianoforte (2000)
- I giorni e le notti per pianoforte (2002)
- Otto momenti musicali per bayan (2005)

### Musica da camera
- Dieci pezzi infantili op. 3 per fagotto e pianoforte (1977)
- Visite d'amore op. 13 per 2 pianoforti (1977–1981)
- Otto miniature op. 10 per quintetto di fiati (1982)
- Quintetto op. 12 per quartetto d'archi e pianoforte (1983)
- Secondo trio op. 23 per clarinetto, violoncello e pianoforte (1983)
- Visite d'amore II op. 26 per 2 pianoforti (1985)
- Visite d'amore III op. 27 per 2 pianoforti (1985)
- Cinque piccoli pezzi op. 32 per oboe e pianoforte (1986)
- Il castello interiore op. 40 per 5 percussionisti (1989)
- Quarto trio op. 48 per pianoforte, violino e violoncello (1989)
- Tema e variazioni op. 49 per quintetto di fiati (1989)
- Terzo trio op. 42 per pianoforte, violino e violoncello (1989)
- Trio quinto op. 60 per pianoforte, violino e violoncello (1992)
- Musica notturna op. 63 per gruppo strumentale (1993)
- Pezzi barocchi per 2 clavicembali o 2 pianoforti (1993)
- Storie di Maghrebinia op. 65 per oboe e violino (1993)
- Nove piccoli pezzi op. 71 per 13 strumenti (1995)
- Sonatina op. 74 per violino e pianoforte (1995)
- Valses sentimentales op. 73 (hommage à Franz Schubert) per 7 strumenti (1995)
- Variazioni op. 72 per flauto e chitarra (1995)
- Cinque ballate op. 77 per corno inglese e pianoforte (1996)
- Davanti alla legge per 2 oboi e voce recitante ad libitum, dal racconto di Franz Kafka (1996)
- Per Niccolò (Trio n. 8) per oboe, violino e clarinetto basso (1997)
- Sesto trio per flauto, violino e viola (1997)
- Settimo trio per flauto, chitarra e vibrafono (1997)
- Suite di danze (dai virginalisti inglesi per 4 chitarre (1997)
- Ottetto per 2 oboi, 2 clarinetti, 2 fagotti, 2 corni (1998)
- Quintetto per pianoforte, flauto, clarinetto, violino e violoncello (1998)
- Trio n. 9 per flauto, violoncello e pianoforte (1999)
- Masques per voce recitante e 14 strumenti, testo di Vittorio Sermonti (2000–2001)
- Note del guanciale per flauto, viola, chitarra, vibrafono e pianoforte (2002),
- Rondò brillante per 8 strumenti (2002)
- Sei danze per fisarmonica e pianoforte (2002)
- Sinfonia concertante n. 3 per 9 strumenti barocchi (2002)
- Decimo trio per sax tenore, vibrafono e pianoforte (2003)
- Duo concertante per vibrafono e pianoforte (2003)
- Sette rose più tardi per 8 strumenti (2003)
- Canto XVIII dell'Inferno per ensemble (2004)
- Ritratto (su una serie di Petrassi per 14 strumenti (2004)
- Trio n. 12 per flauto, violino e pianoforte (2004)
- Trois morceaux per flauto, oboe, violino, violoncello, vibrafono e arpa (2005)

### Musica vocale
- Trenta novellette op. 38 per voce e pianoforte (1987)
- Trenta novellette op. 41 per voce, pianoforte e orchestra (1987)
- Canzoni crudeli op. 44 per voce e pianoforte, testi di Isidore Lucien Ducasse, conte di Lautréamont (1992)
- Dreifaltigkeitslied per coro e orchestra, testo di Meister Eckhart (2001)
- Concerto - sei liriche per soprano e ensemble, testo di Gianluigi Melega (2003)
- A lie in high C per tenore e 7 strumenti, testo di Gianluigi Melega (2004)
- An ode to Ludwig Wittgenstein per soprano e 10 strumenti, testo di Gianluigi Melega (2004)
- Words to score a rhyme per voce femminile, violino, violoncello e pianoforte, testo di Gianluigi Melega (2004)
- Down by the delta cantata per coro e orchestra, testo di Gianluigi Melega (2005)
- He stole first per v., fl,vcl e pf.

### Musica orchestrale (con o senza solisti)
- Terzo concerto op. 25 per pianoforte e orchestra (1985)
- Quindici divertimenti op. 53 per oboe e orchestra (1990)
- Quarto concerto op. 56 per pianoforte e orchestra (1991)
- Tre pezzi op. 55 per orchestra (1991)
- Undici poemetti op. 61 per orchestra (1991)
- Fantasia op. 62 per chitarra e archi (1992)
- Tre notturni op. 59 per 12 fiati, percussioni e contrabbasso (1992)
- Sinfonia concertante op. 64 per violino, viola e archi (1993)
- Cinque racconti orientali op. 67 per oboe, violino e archi (1994)
- Cinque ballate op. 78 per oboe e orchestra (1995)
- Concerto in due movimenti per flauto e orchestra (1998–1999)
- La passeggiata improvvisa per orchestra (1999)
- Tredici fantasie per violino e orchestra (1999)
- Una mano piena di ore per grande orchestra (2003)
- Quinto concerto. Undici frammenti in un girotondo per pianoforte e orchestra (2012)

### Opere teatrali
- Nove frammenti op. 68 opera da camera in un atto, libretto del compositore da Franz Kafka (1995)
- Peter Schlemil singspiel, libretto di Maria del Pilar Garcia Colmenarejo da Adalbert von Chamisso (1997)
- America opera da camera, libretto di Maria del Pilar Garcia Colmenarejo da Franz Kafka (1998)
- K opera da camera, libretto di Maria del Pilar Garcia Colmenarejo da Franz Kafka (2000)
- Trilogia della solitudine opera in due atti, libretto di Maria del Pilar Garcia Colmenarejo da Franz Kafka (2000)
- Mr. Me opera comica in un atto, libretto di Gianluigi Melega (Venezia, Chiesa di San Maurizio, 2003)
- Signor Goldoni dramma gioioso, libretto di Gianluigi Melega, (Venezia, Gran Teatro La Fenice, 21 settembre 2007 con Sara Mingardo e Cristina Zavalloni)
- Freud, Freud, I love you! opera comica in un atto, libretto di Gianluigi Melega (Roma, Teatro Olimpico, 15 gennaio 2009)
- L'Italia del destino Real-Italy in un atto, libretto di Gianluigi Melega (Firenze, Teatro Goldoni, 17 maggio 2011 per il Maggio Musicale Fiorentino con Sara Mingardo e Cristina Zavalloni).
- Il Gioco del Vento e della Luna (2015)
- Aura (2016)